# شوارتسن هازل
شوارتسن هازل (به آلمانی: Schwarzenhasel) یک منطقهٔ مسکونی در آلمان است که در روتنبورگ آن در فولدا واقع شده‌است. شوارتسن هازل ۴۳۱ نفر جمعیت دارد.